# Адріан Тірський
Адріан з Тіра (дав.-гр : Αδριανός, 113 рік н.е. – 193 р н.е., Рим), також пишеться як Гадріан і Гадріанос, був софістом древніх Афін, який процвітав за правління імператорів Марка Аврелія та Коммода . 
Адріан був учнем Герода Аттика і отримав кафедру філософії в Афінах за життя свого вчителя.  Його розвиток та успіх не погіршили їхню взаємоповагу; Герод заявив, що незакінчені промови його учня були «уламками колоса», а Адріан у знак вдячності написав похоронну промову, яку він виголосив над прахом свого вчителя. Серед людей, які змагалися один з одним у завзятті віддати йому честь, Адріан не виявив вихованості філософа.  Його перша лекція розпочалася зі скромної оцінки самого себе, Πάλιν εκ Φοινίκης γράμματα (Знову листи з Фінікії), тоді як у пишності свого вбрання та спорядження, він вплинув на стиль ієрофанта філософії. 
За словами Філострата, в якийсь момент життя Адріана його судили б і виправдали б за вбивство жебрака-софіста, який образив би його: Адріан кваліфікував би такі образи як «укуси постільних клопів» (δήγματα κόρεων), але його учні не були задоволені зброєю насмішки.  Під час візиту Марка Аврелія до Афін, він познайомився з Адріаном, якого він запросив до Риму і він став його другом: імператор навіть погодився поставити для нього тезу про декламацію. Після смерті Аврелія він став особистим секретарем Коммода . Відомо, що він помер у Римі у віці 80 років, хоча дата невідома. Незважаючи на це, передбачається, що це не могло статися 192 року перед вбивстом Коммода, оскільки імператор ніби-то надіслав йому листа на смертному ложі, де він зображений цілуючим із релігійним запалом в останні хвилини життя.  
Суда налічує твори Адріана як « Декламації», 
« Метаморфози» (7 книг), « Про типи стилю» (5 книг), « Про відмінні риси в проблемах» (3 книги), листи, епідейктичні промови, « Фаларис» і « Втіха Целеру» . З цих творів збереглося лише три декламації.

### Інші джерела
- Філострат, Життя софістів
- S. Rothe, Kommentar zu ausgewahlten Sophistenviten des Philostratos (Heidelberg 1988) 87-126.

Шаблон:SmithDGRBM